# 다운타운 로스앤젤레스

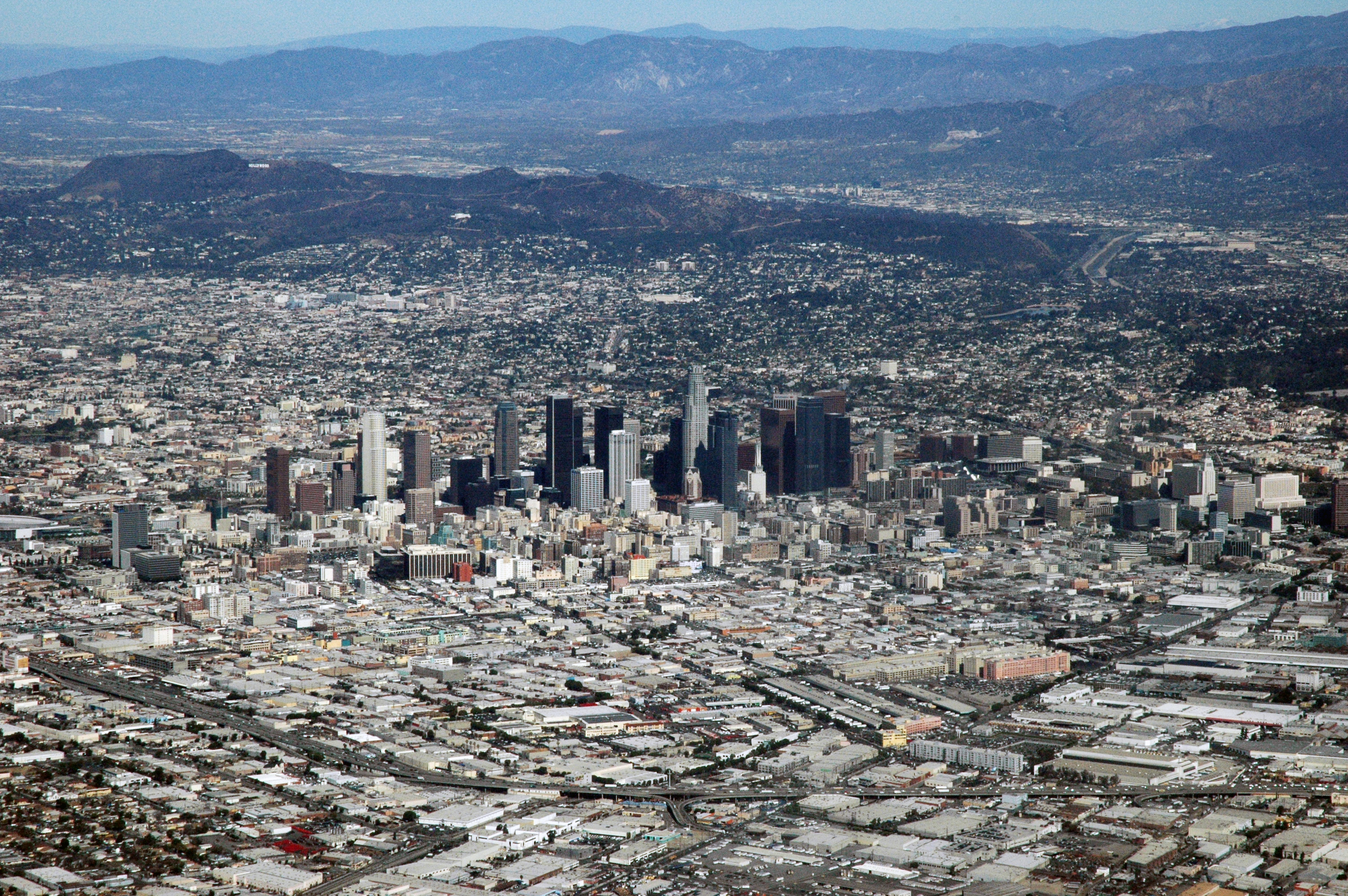
2007년 다운타운 로스앤젤레스의 항공 사진.

다운타운 로스앤젤레스(Downtown Los Angeles)는 캘리포니아주 로스앤젤레스의 중심 업무 지구일 뿐만 아니라 5만 명 정도의 인구가 사는 근린지구이다. 또 하룻동안 20만 명이 넘는 노숙자들이 모이는 곳이다.
1789년 도시가 설립됨과 동시에 생긴 이곳은 오늘날 패션의 중심지부터 사회의 밑바닥까지 이르는 곳이 되었다. 또한 로스앤젤레스 도시 고속 수송 체제의 중심이 되는 곳이다. 다운타운은 한때 금융, 백화점, 무비 팰리스로 사람들을 끌어모았던 적이 있었다. 하지만 경제가 어려워지면서 2000년대 초 최근 르네상스가 시작되기 전까지 몇 십년 동안 경제침체를 겪었다. 이후 오래된 빌딩을 목적에 맞도록 재건축하고, 고층 빌딩을 지었다. 다운타운은 공공시설, 공원, 극장, 행정기관 등이 있는 곳으로 알려져 있다.

## 역사
현재 다운타운 로스앤젤레스 지역에 정착한 최초의 거주민은 아메리카 원주민 통바 족으로 알려져있다. 이후 유럽 정착민들이 거주하기 전 최초로 스페인의 선교사 후안 크레스피이 캘리포니아 가톨릭 미션을 지을 위치를 탐사하다 1769년 이 곳을 발견했는데, "대규모 정착민들을 위한 모든 조건을 가지고 있다"고 말했다. 1781년 9월 4일 도시는 현재의 멕시코에서 북쪽으로 걸어온 정착민 집단에 의해 세워졌다.
1880년대 토지 투기가 증가했고 인구는 1880년 11,000명에서 1896년 10만 명으로 증가했다.

## 같이 보기
- 로스앤젤레스의 마천루 목록